# Lauritz Schoof
Lauritz Schoof (Rendsburg, 7 de octubre de 1990) es un deportista alemán que compitió en remo.
Participó en dos Juegos Olímpicos de Verano, obteniendo dos medallas, oro en Londres 2012 y oro en Río de Janeiro 2016, en la prueba de cuatro scull.
Ganó tres medallas en el Campeonato Mundial de Remo entre los años 2011 y 2015, y una medalla de oro en el Campeonato Europeo de Remo de 2013.

## Palmarés internacional
| Juegos Olímpicos   | Juegos Olímpicos        | Juegos Olímpicos | Juegos Olímpicos |
| Año                | Lugar                   | Medalla          | Prueba           |
| ------------------ | ----------------------- | ---------------- | ---------------- |
| 2012               | Londres (Reino Unido)   | Medalla de oro   | Cuatro scull     |
| 2016               | Río de Janeiro (Brasil) | Medalla de oro   | Cuatro scull     |
| Campeonato Mundial |                         |                  |                  |
| Año                | Lugar                   | Medalla          | Prueba           |
| 2011               | Bled (Eslovenia)        | Medalla de plata | Cuatro scull     |
| 2013               | Chungju (Corea del Sur) | Medalla de plata | Cuatro scull     |
| 2015               | Aiguebelette (Francia)  | Medalla de oro   | Cuatro scull     |
| Campeonato Europeo |                         |                  |                  |
| Año                | Lugar                   | Medalla          | Prueba           |
| 2013               | Sevilla (España)        | Medalla de oro   | Cuatro scull     |